# Jürgen Doeblin
Jürgen Doeblin (* 28. August 1946 in Wiesbaden) ist ein bayerischer Politiker der FDP und gehörte in der 12. Legislaturperiode dem Bayerischen Landtag an.

## Leben
Doeblin war von 1984 bis 2007 Professor an der Fakultät Betriebswirtschaft der Georg-Simon-Ohm-Hochschule Nürnberg (Vorgängereinrichtung der Technischen Hochschule Nürnberg Georg Simon Ohm).

## Politik
Doeblin kandidierte bei der Kommunalwahl in Nürnberg 1990 als Oberbürgermeisterkandidat und erreichte 1,7 % der Stimmen. Bei der Landtagswahl 1990 wurde er über die Bezirksliste Mittelfranken in den Bayerischen Landtag gewählt. Er war nach dem Ausscheiden von Josef Grünbeck Fraktionsvorsitzender der FDP-Landtagsfraktion und gehörte dem Ausschuss für Eingaben und Beschwerden, Ausschuss für Sozial-, Gesundheits- und Familienpolitik, Untersuchungsausschuss betreffend Bayerische Bezüge der Tätigkeit des Bereichs „Kommerzielle Koordinierung“ und Alexander Schalck-Golodkowskis und dem Zwischenausschuss an.
Nach dem Scheitern der bayerischen FDP an der Fünf-Prozent-Hürde bei der Landtagswahl 1994 schied er aus dem Landtag aus.